# Palacio de Aguas Corrientes
El Palacio de Aguas Corrientes (llamado oficialmente Gran Depósito Ingeniero Guillermo Villanueva) es un edificio emblemático de la ciudad de Buenos Aires, Argentina considerado a partir de 1989 Monumento Histórico Nacional. Fue construido a fines del siglo XIX, debido a la creciente densidad poblacional de Buenos Aires. Es un lujoso edificio que oculta una gigantesca estructura de hierro en su interior; aloja los tanques distribuidores de agua corriente más grandes construidos hasta entonces.  Envueltos en un exterior suntuoso de materiales importados y cerámicos multicolores. El proyecto fue construido por el ingeniero inglés John Bateman y su compañía constructora, pero el diseño estuvo a cargo del arquitecto noruego Olaf Boye y del ingeniero civil sueco Carlos Nyströmer (1864-1933), que, llegado a Buenos Aires en 1885, trabajó con renombrados arquitectos locales como Juan Antonio Buschiazzo, Adolfo Büttner y Carlos Altgelt. Ubicado sobre Avenida Córdoba N.º 1950, en el barrio de Balvanera.

## Historia
En la segunda mitad del siglo XIX, la ciudad de Buenos Aires comenzó a crecer rápidamente, recibiendo sucesivas oleadas migratorias y consolidándose como puerto. El progresivo aumento de la población trajo con él los problemas del hacinamiento y la falta de preparación de los servicios públicos para abastecer a una cantidad cada vez mayor de personas. 
Las epidemias comenzaron a abundar: en 1867 el cólera mató a 1500 personas, en 1869 la tifoidea mató a 500, y en 1871 aconteció la histórica epidemia de fiebre amarilla que se llevó a 14.000 de las 178.000 personas que vivían en Buenos Aires.
Fue gracias al desarrollo de políticas de gobierno fundadas sobre corrientes higienistas que se empezaron a diagramar las primeras trazas de servicio de agua corriente y cloacas. En 1871, el presidente Domingo Faustino Sarmiento contrató al ingeniero inglés Bateman para realizar el Proyecto: La construcción de un gran tanque de distribución de agua por gravitación, ubicado en la zona más poblada de la ciudad. El gobierno nacional decidió que el depósito de aguas se instalaría en la zona norte de la ciudad, y se proveería a la misma de caños subterráneos, con la voluntad de que el edificio del depósito fuera un edificio fastuoso, cuyo presupuesto alcanzó los 5.531.000 de pesos fuertes.
La compañía Bateman, Parsons & Bateman estuvo a cargo del proyecto, y al poco tiempo se decidió privatizar las obras de salubridad debido a la falta de fondos del Estado. La compañía Samuel B. Hale y Co. se hizo cargo de los trabajos, adjudicando los trabajos de fachada exterior a Juan B. Médici, que fueron dirigidos por el ingeniero Nyströmer y el arquitecto Boye (por ese entonces empleados de Bateman, Parsons & Bateman). Las obras comenzaron en 1887, emplearon a 400 obreros y finalizaron en 1894, siendo inaugurado el edificio por el presidente Luis Sáenz Peña en el año 1894. 

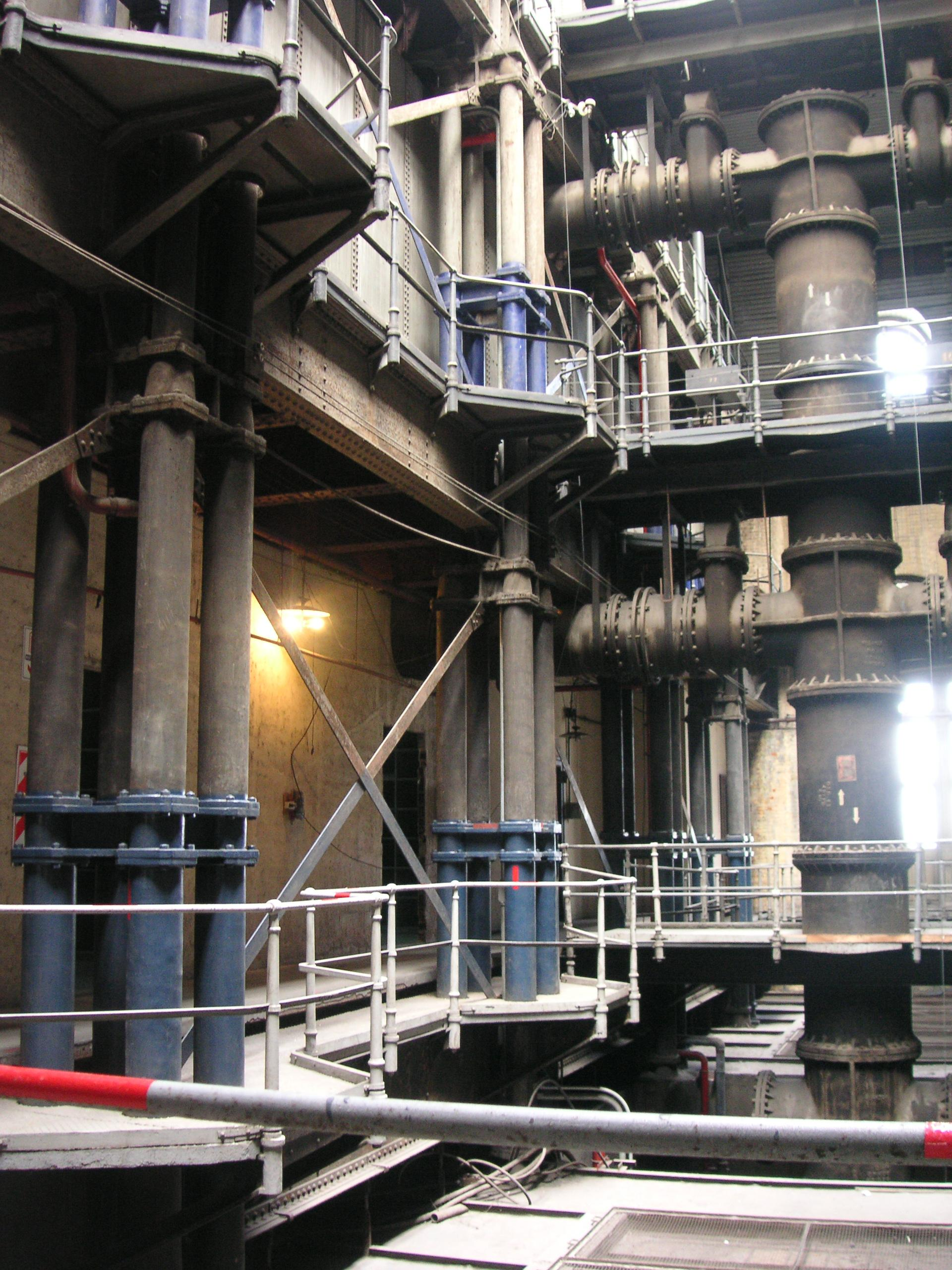
Caños de agua

Sucesivamente, el depósito fue operado por Obras Sanitarias de la Nación (que ubicó allí sus oficinas hacia 1930), Aguas Argentinas y Agua y Saneamientos Argentinos (actualmente). En 1989, mediante el decreto 325, el Palacio de Aguas Corrientes se transformó en Monumento Histórico Nacional.

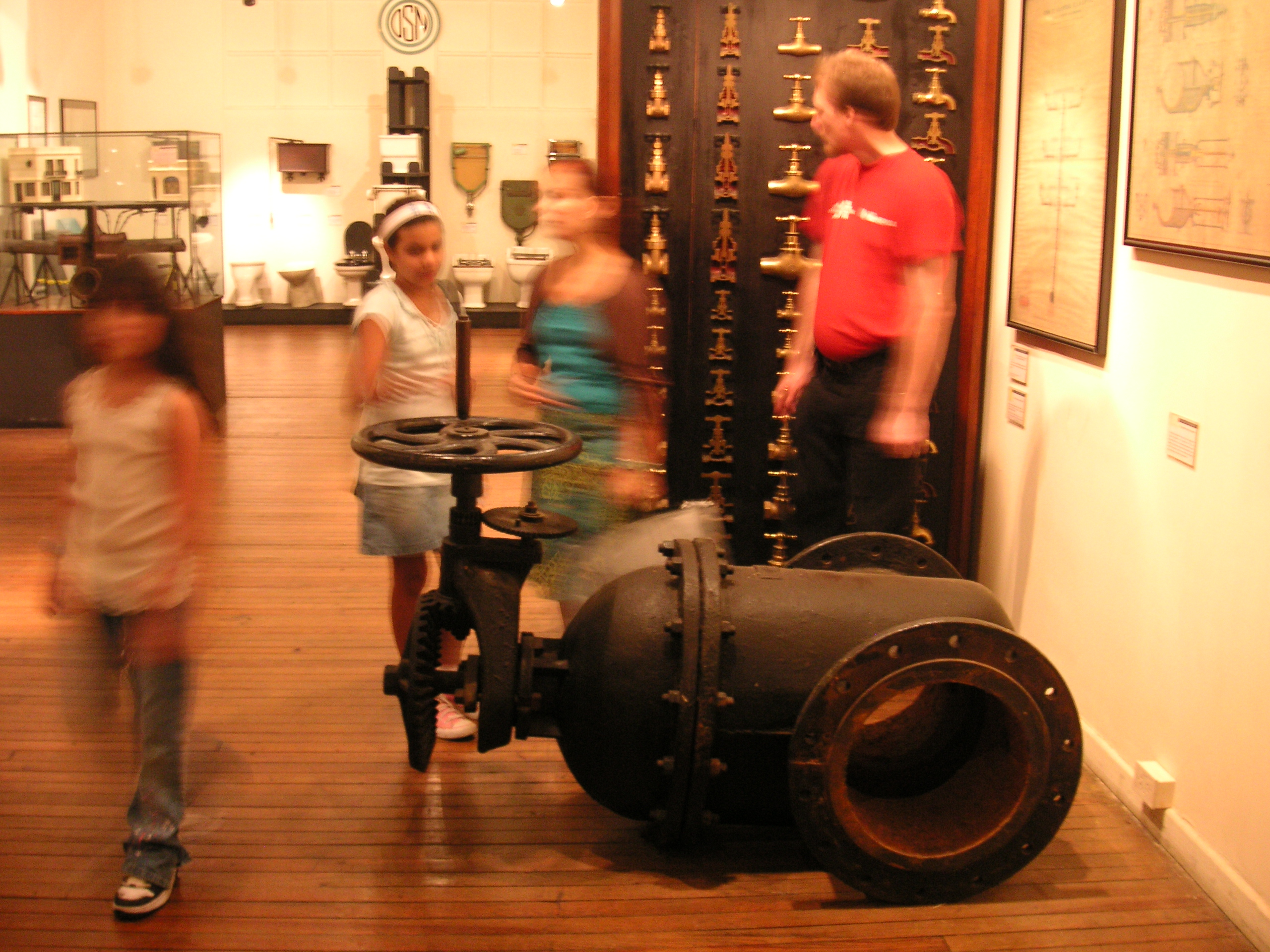
El museo

## Descripción

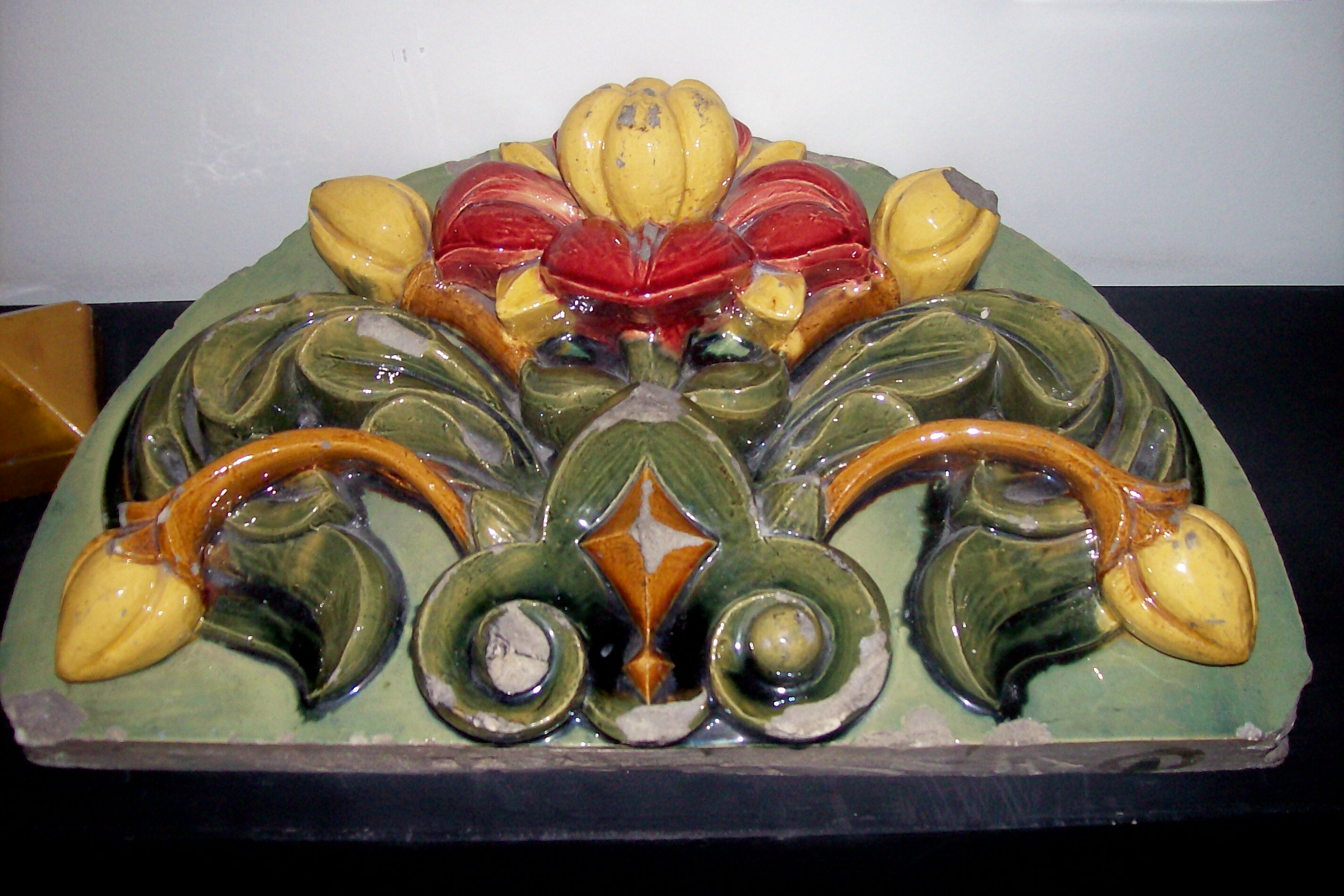
Cerámica exhibida en el museo, similar a las que adornan la fachada.

El edificio es uno de los más exuberantes de Buenos Aires, y una muestra de la arquitectura ecléctica que encantaba a las clases altas que gobernaron la Argentina hasta 1916. El estilo puede encuadrarse dentro del impuesto en el Segundo Imperio Francés, que abunda en gran ornamentación decorativa y se destaca en sus noventa escudos que rematan la fachada el sello Argentino sobre una construcción con indudable vocación europea.
A fines del siglo XIX, todo edificio del Estado eran diseñados de manera que reflejen grandeza monumental, como símbolo de poder y progreso. Época marcada por una ideología estética, usando los grandes avances tecnológicos de la revolución industrial como símbolo de progreso Nacional. La altura de sus edificios media el poder que poseía cada país del mundo. El Gran Depósito de Agua del barrio de Balbanera representaba más que un palacio ornamentado, era símbolo de la inserción en los avances industriales del mundo. 
En sus tres niveles, contiene 12 tanques de agua (provistos por la firma belga Marcinelle et Coulliet según licitación de diciembre de 1886) con capacidad total de 72 millones de litros de agua, con un peso calculado de 135000 toneladas. Estos son sostenidos por una estructura portante de vigas, columnas y cabriadas metálicas. Herrería fue provista 100% por fundiciones inglesas. Las paredes son de hasta 1,80 metro de espesor, y sostienen a las 180 columnas metálicas, distanciadas seis metros entre sí. Se levantaron con ladrillos cocinados en un establecimiento que se instaló en la localidad de San Isidro. Todos los componentes que hacían a la construcción del edificio eran numerados y seriados de manera tal que pudiese ensablarse in situ.
Sin embargo, es su espectacular fachada la que le da una identidad palaciega a este hito arquitectónico. Está revestido en 300.000 piezas de terracota esmaltada importadas desde Gran Bretaña, tiene carpinterías en madera de cedro importada desde Paraguay, y parte de la cubierta se realizó en pizarra verde traída desde Francia, además de que otro sector se cubrió en carpintería vidriada para permitir el ingreso de luz solar al interior.
La idea de transformar un depósito de tanques de agua en un palacio ha recibido numerosas críticas, en general en relación con la falta de necesidad de dotar a una instalación de este tipo de semejante lujo, considerándolo una exageración y un derroche. Sin embargo, era usual en esos tiempos que edificios de funciones utilitarias, como depósitos o terminales ferroviarias, fueran envueltas en exteriores de aspecto palaciego.
Los hierros eran belgas, los ladrillos a medias ingleses y a medias argentinos, pero el exterior era una gloriosa fantasía victoriana fabricada en Gran Bretaña y traída desarmada desde allá, 300.000 piezas de revestimiento sólo para las cuatro fachadas.

## Actualidad

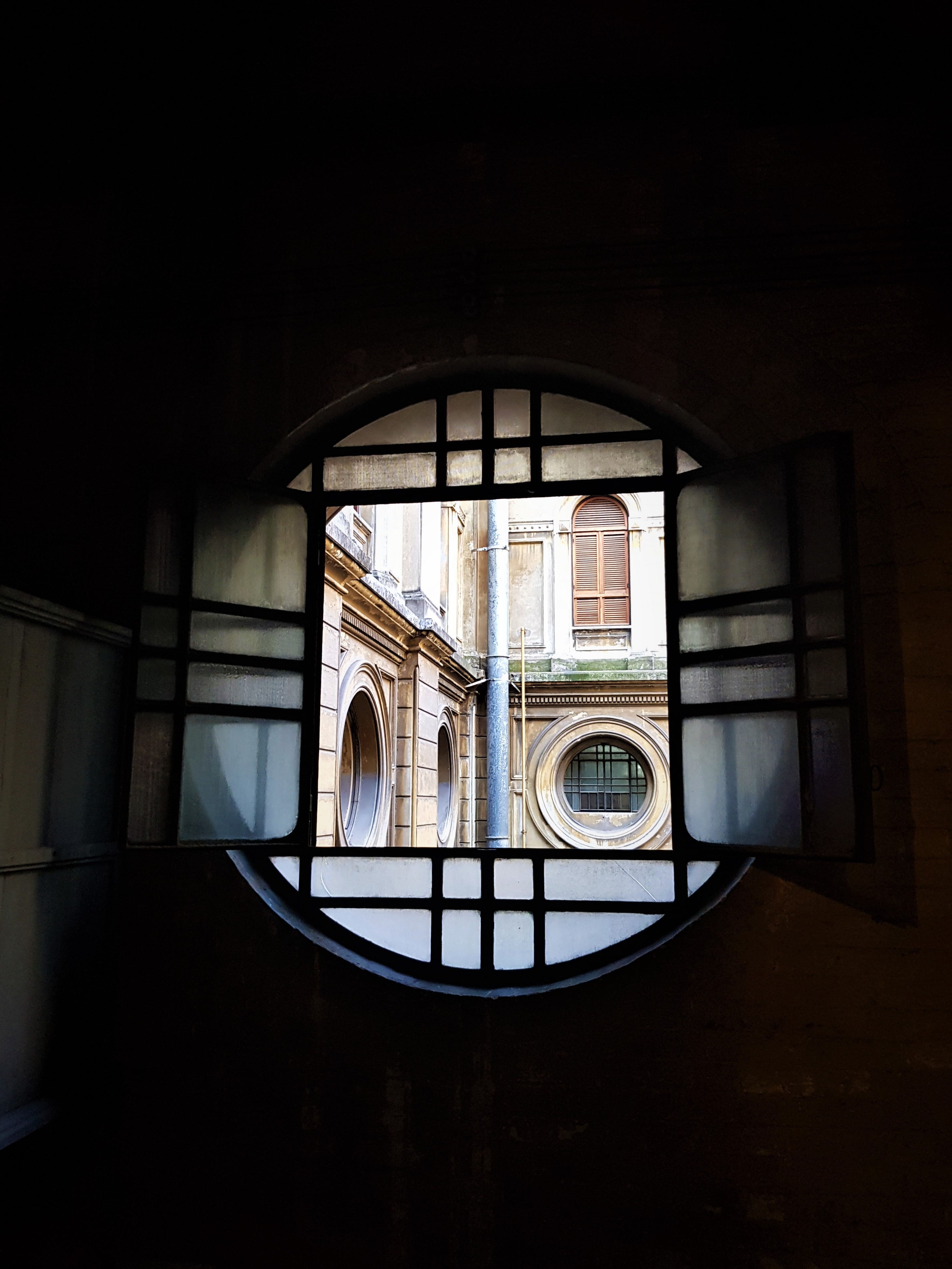
Claraboyas del Palacio. Fotografía "Luz vs. oscuridad". Open House 2019.

En su interior funcionan el Museo del Patrimonio Histórico, el Archivo de Planos Domiciliarios, y dependencias administrativas de la empresa Aysa. En el museo se halla una gran colección de artefactos sanitarios de la vida cotidiana. 
En 2015 la empresa estatal Aysa comenzó la primera etapa del Plan de Recuperación Progresiva del Palacio de Aguas de la avenida Córdoba. para restaurar sus torres, cresterías y pizarras luciendo como en 1894. Actualmente se llevan a cabo actividades culturales, con una extensa programación de visitas.

## Galería

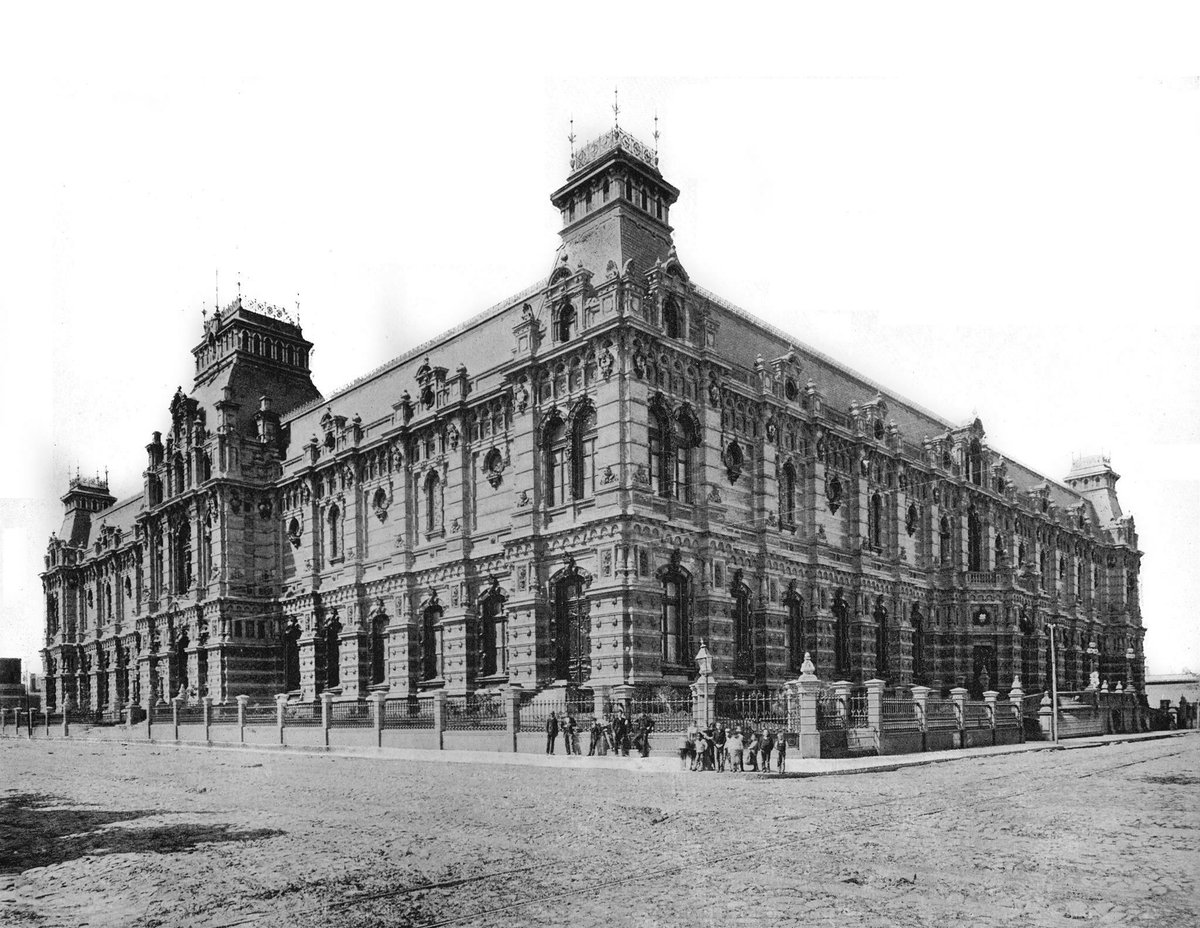
Foto de epoca
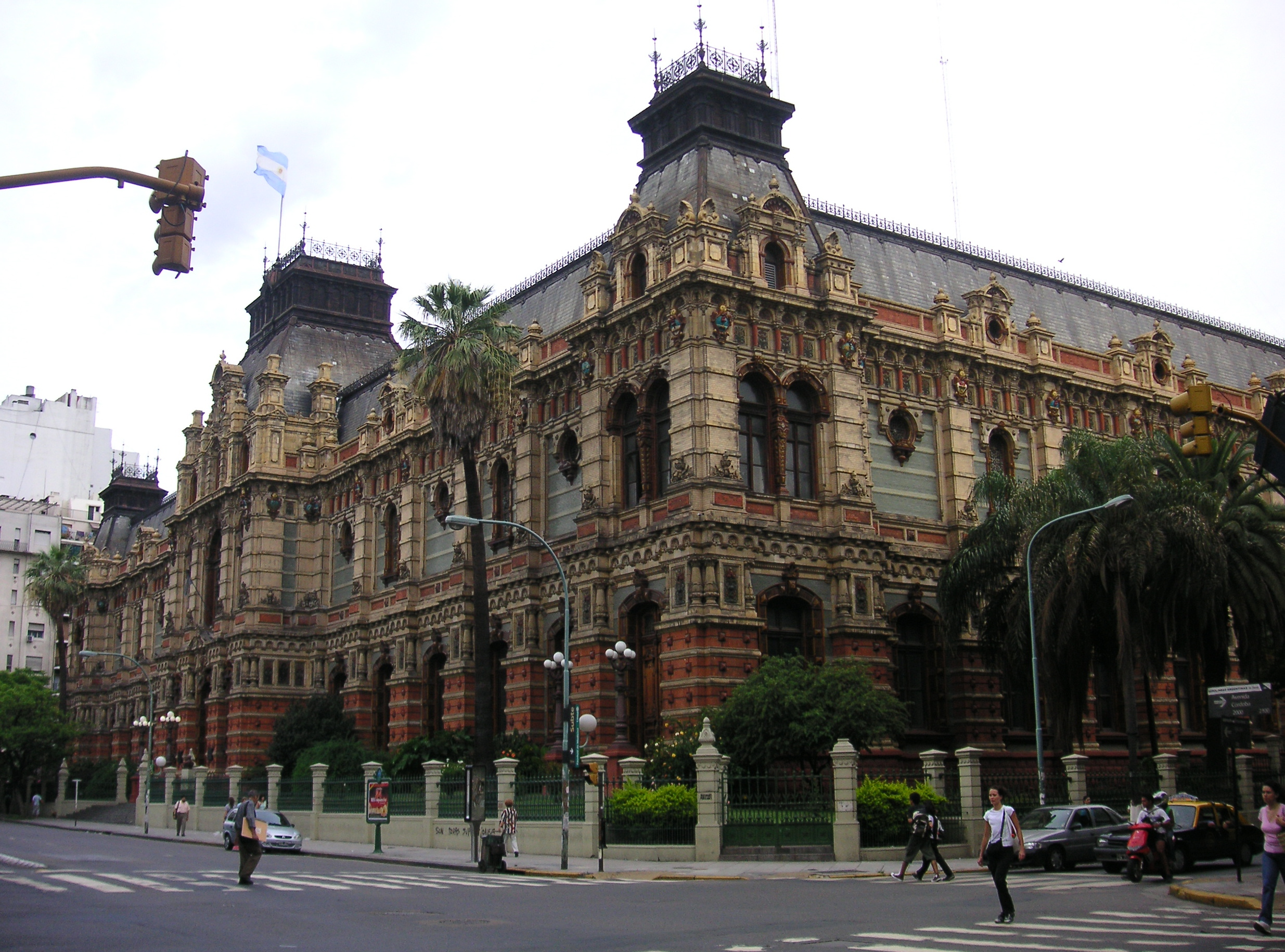
Actualidad
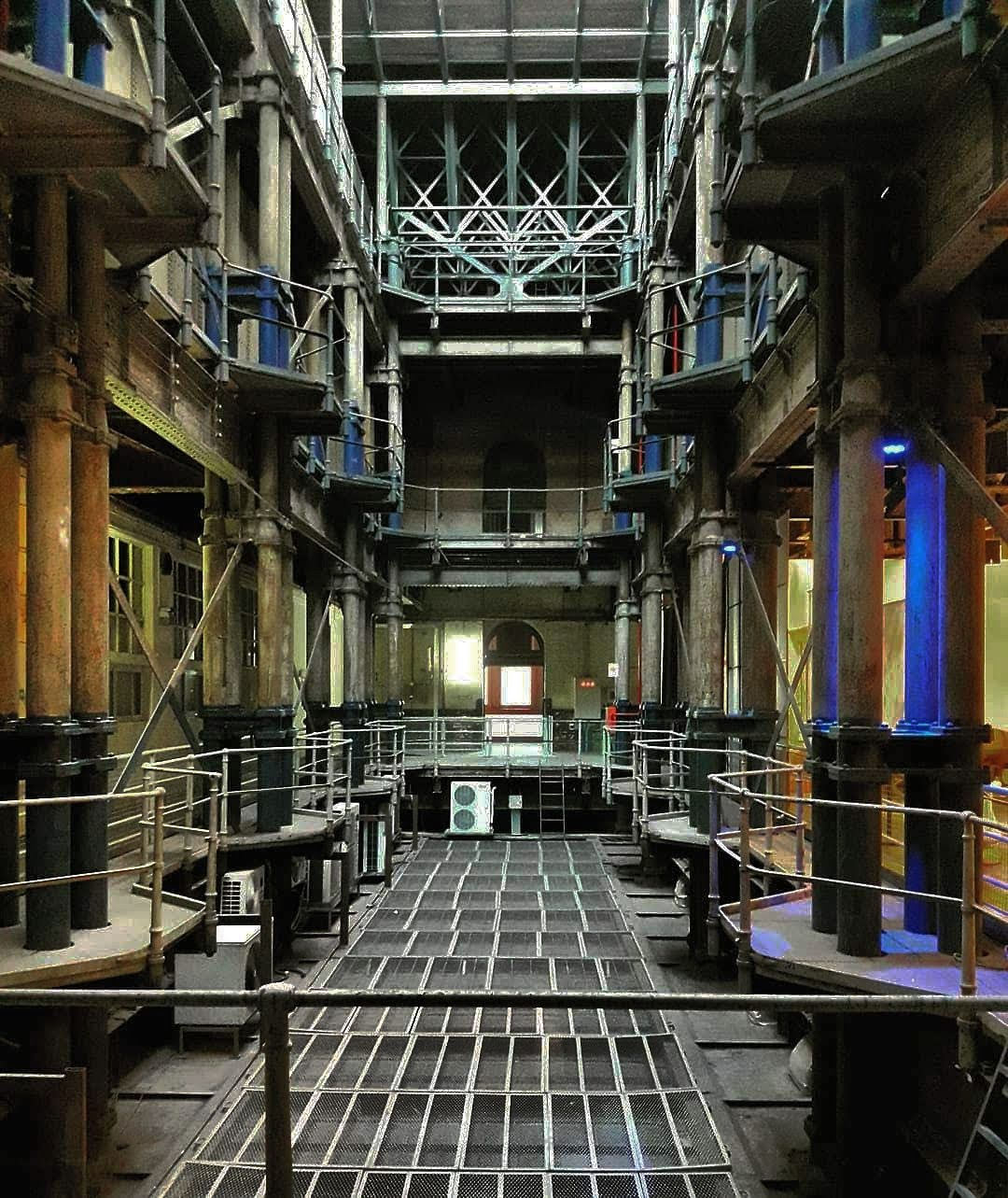
Interior
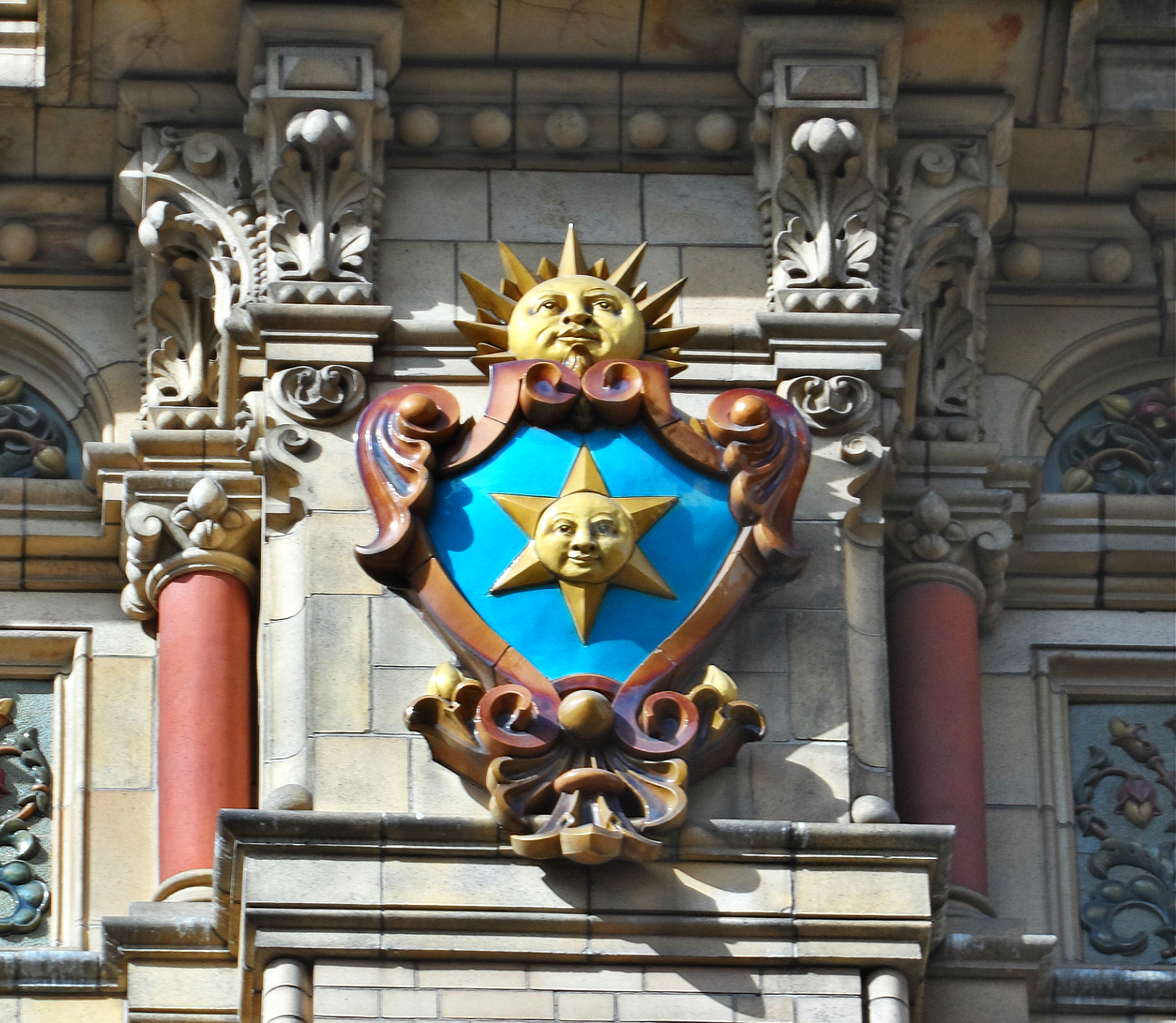
Ornamentos con insignia Argentina
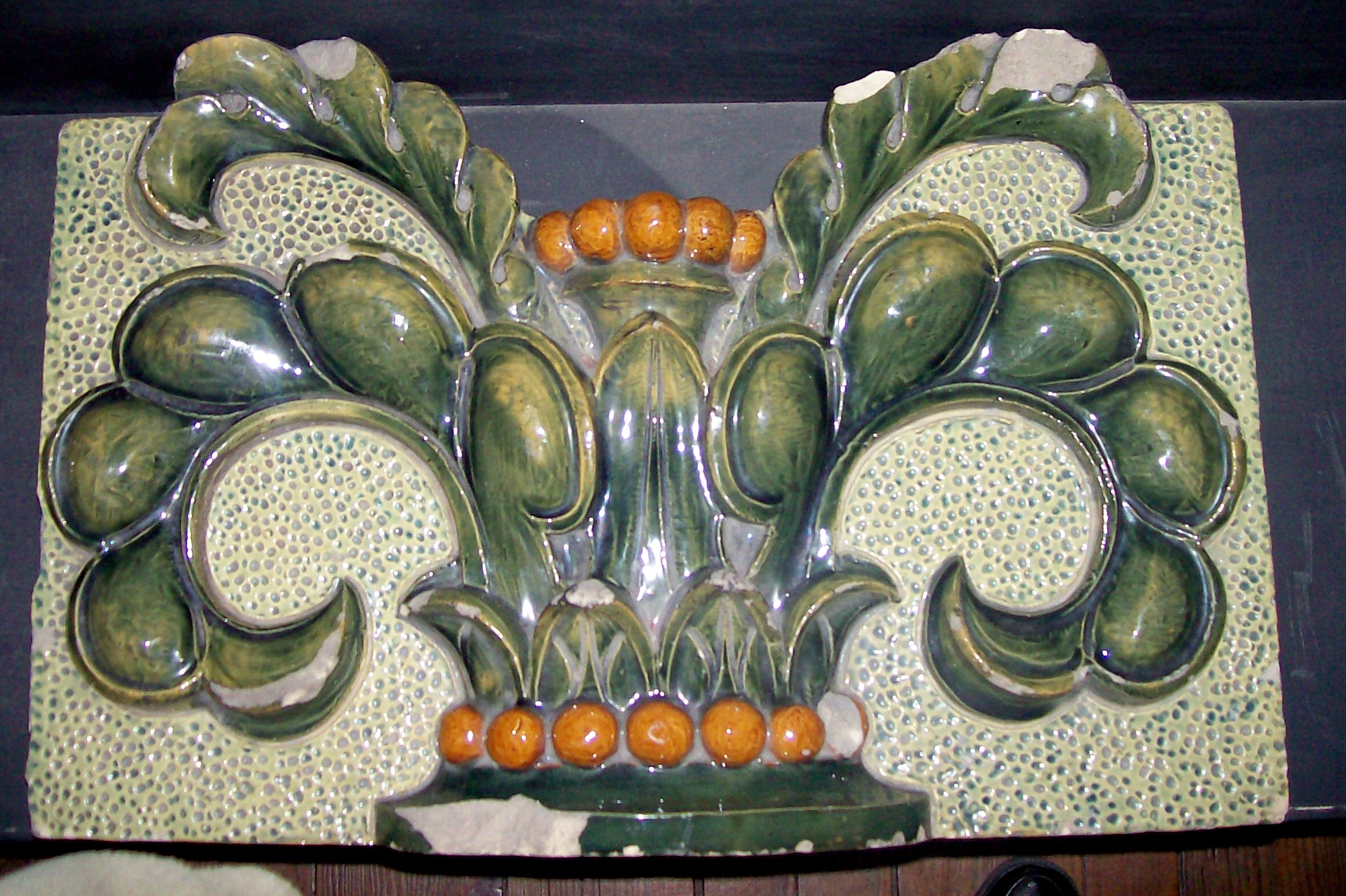
Piezas en terracota